# Type 97 Te-Ke

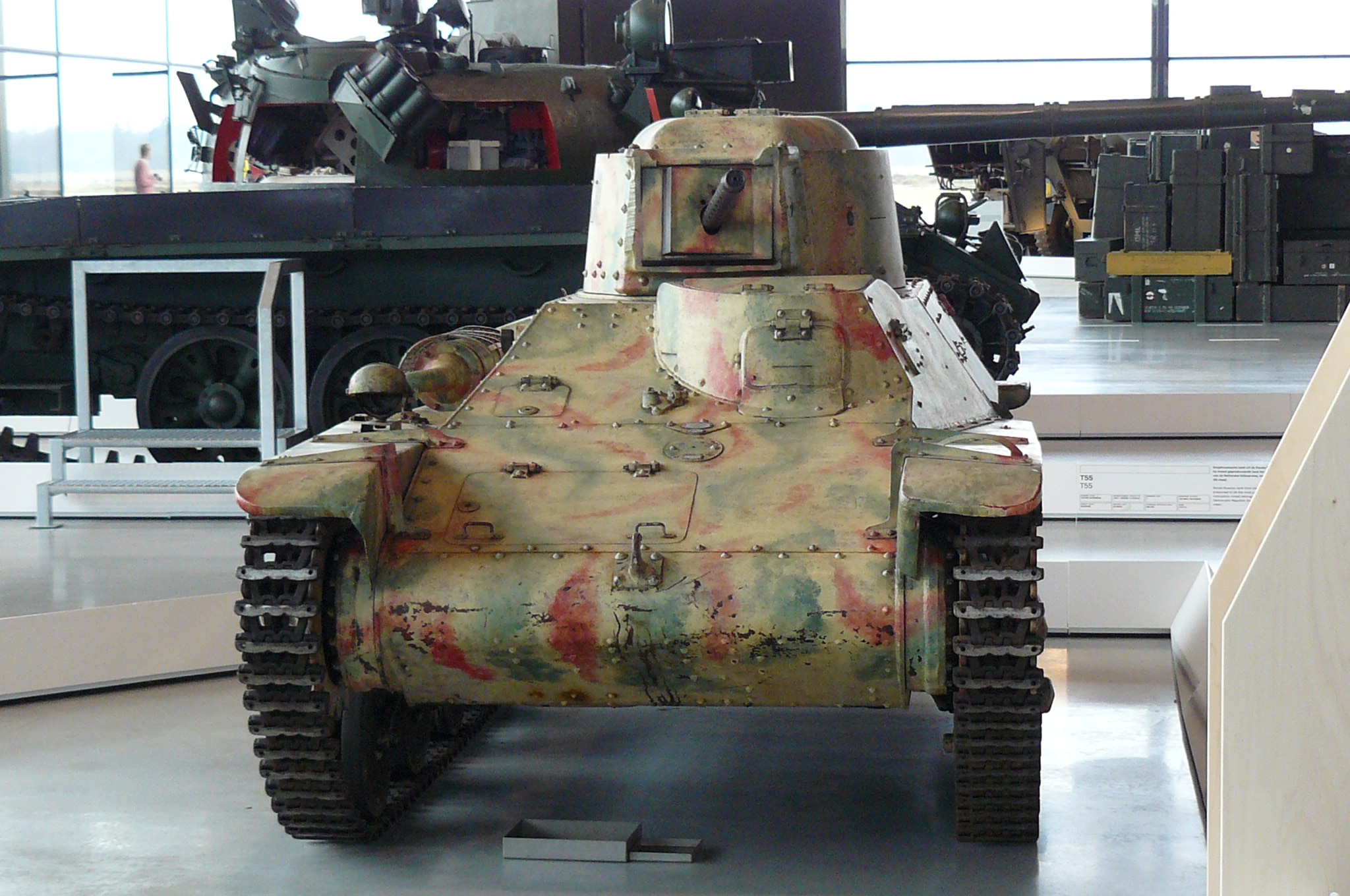
Vooraanzicht

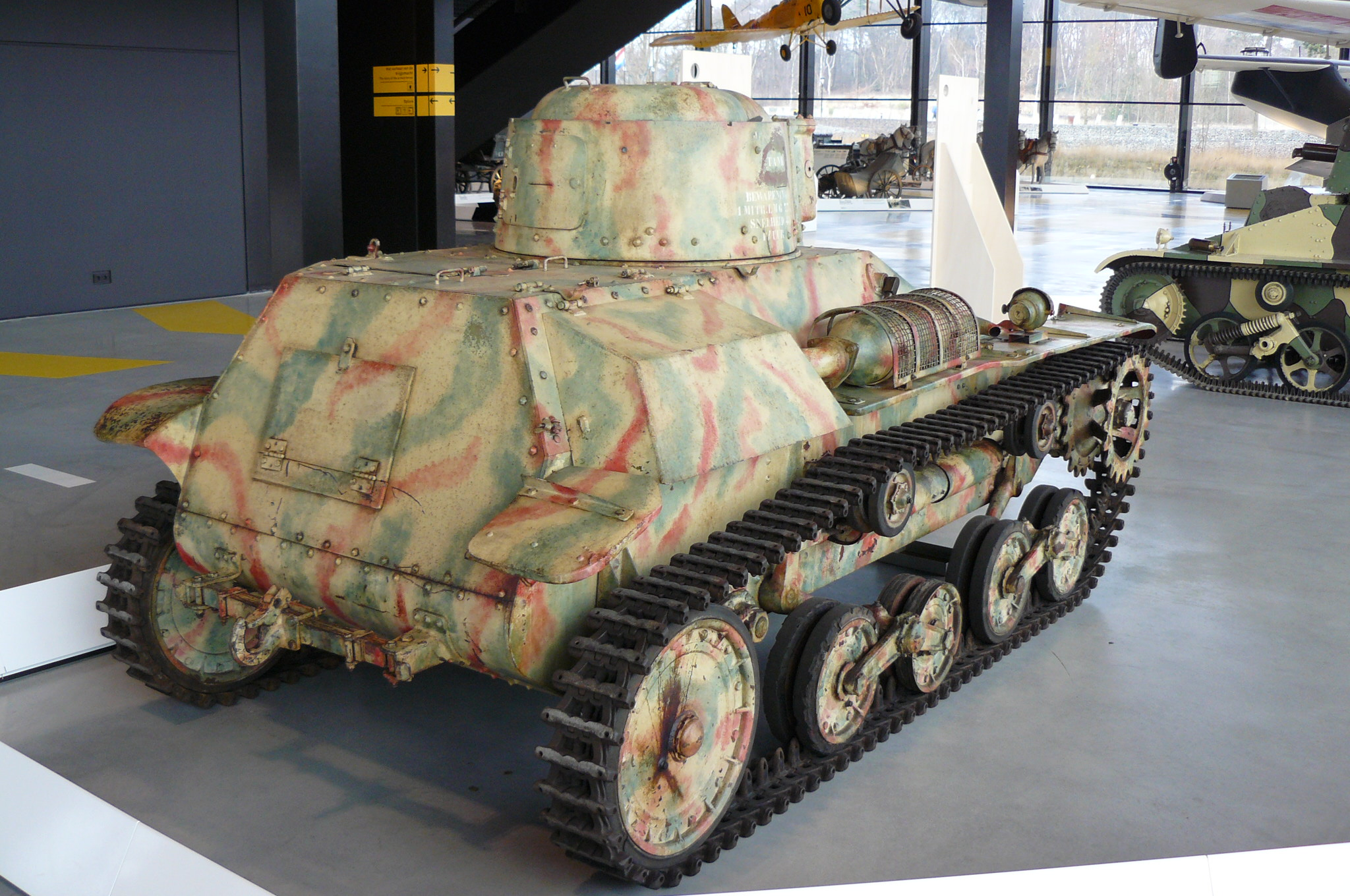
Achteraanzicht

De Type 97 Te-Ke (Japans: 九七式軽装甲車 テケ, kyūnana-shiki keisōkōsha te-ke, "Type-97-lichte-pantserwagen Te-Ke"), was een Japanse tankette (licht pantservoertuig) uit de Tweede Wereldoorlog ontworpen als vervanging voor de vroegere Type 94 TK.

## Ontwikkeling
De oorsprong van de Type 97 ligt in een prototype diesel Type 94. Hoewel het chassis geheel hetzelfde was, was het ontwerp van Type 97 verschillend van Type 94. De motor werd verplaatst naar het achtergedeelte en de koepel en bevelhebber verschoven naar het midden van de tank. Hierdoor kwam de bestuurder links van de bevelhebber en in een veel betere positie voor overleg.

## Productie
De productie begon in 1937. Het werd geproduceerd in grote aantallen en was de meest wijdgebruikte tankette van Japan. Net als Type 94 werd het Type 97 ook gebruikt voor het slepen van aanhangwagen voor bevoorrading. Sommige voertuigen werden uitgerust met een 7,7mm-Type 97 machinegeweer in plaats van het 37mm-kanon. Type 97 werd ingezet in tweetallen om infanterie-eenheden te ondersteunen, en werd zeer vaak gebruikt als gepantserde tractor en leveringsvoertuigen. Tegen 1943, waren de meeste Type 97 volledig teruggetrokken.

## Prestaties
Ondanks vele verbeteringen, was Type 97 niet geschikt als gevechtstank. De romp was nog steeds veel te klein voor meer bemanningsleden, wat laden en het vuren van het kanon aan de bevelhebber overliet. Een ander zwak punt was het pantser. Net als bij zijn voorganger, leed Type 97 aan een ontoereikende gepantserde bescherming. Kleine wapens konden de romp doordringen. Naast deze twee gebreken, was het 37mm-kanon ineffectief tegen elke geallieerde tank.

## Bewaarde exemplaren
Een bewaard exemplaar bevindt zich in het Nationaal Militair Museum te Soesterberg. Deze tank werd in 1937 gebouwd en werd door het Japanse leger achtergelaten in Indonesië. De camouflage is niet Japans, maar werd door de Indonesiërs aangebracht.